# Halmyroliza
Halmyroliza to podmorskie wietrzenie spowodowane działaniem słonej wody i związków chemicznych pochodzących z rozkładających się szczątków organicznych (gł. dwutlenek węgla, siarkowodór, amoniak).
Wskutek halmyrolizy dochodzi do chemicznego rozkładu minerałów wolno zakrywanych przez nowe osady.
Halmyroliza szkliw i popiołów wulkanicznych prowadzi do powstania bentonitów.
Głównymi minerałami powstającymi w tym procesie są phillipsyt (filipsyt) i palagonit, częściowo również glaukonit i montmorillonit.
W Polsce skutki działania halmyrolizy możemy zaobserwować w Górach Świętokrzyskich, m.in. na górze Barcza, dzięki osadom zawierającym seladonit.